# Utracona cześć Katarzyny Blum (film)
Utracona cześć Katarzyny Blum – niemiecki film fabularny z 1975 roku w reżyserii Volkera Schlöndorffa i Margarethe von Trotta, na podstawie powieści Heinricha Bölla pod tym samym tytułem.

## Fabuła
Akcja filmu ma miejsce w Kolonii w lutym 1975. Katarzyna Blum (Angela Winkler) jest 27-letnią samotną rozwódką, pracującą jako gospodyni u małżeństwa Blorna. Na balu karnawałowym poznaje Ludwiga Göttena (Jürgen Prochnow), w którym zakochuje się od pierwszego wejrzenia, spędza z nim noc. Nad ranem do jej mieszkania wkracza brygada antyterrorystyczna poszukująca Göttena, który jest dezerterem z Bundeswehry, podejrzanym o napad na bank. Samotne życie Katarzyny budzi podejrzenia przesłuchujących ją przedstawicieli policji, znaleziona w jednej z jej książek kartka z cytatem z Karola Marksa nasuwa podejrzenie o lewicowe poglądy i sprzyjanie Frakcji Czerwonej Armii. Współpracujący z policją dziennikarz Werner Tötges (Dieter Laser) pisze o Katarzynie serię artykułów, umieszczonych w Gazecie (niem. Die Zeitung, fikcyjna gazeta, o charakterze tabloidu, przypominająca Bild). Przeinaczając fakty i koloryzując informacje uzyskane od policji, Tötges tworzy portret narzeczonej terrorysty, kobiety łatwej, ateistki i komunistki. Dziennikarz przeprowadza też rozmowy z byłym mężem Katarzyny oraz wdziera się na szpitalny oddział intensywnej terapii, aby zobaczyć jej śmiertelnie chorą matkę, która wkrótce potem umiera.
Po aresztowaniu Göttena Katarzyna osaczona przez brukową prasę, nękana anonimowymi telefonami i listami proponuje Tötgesowi przeprowadzenie wywiadu. Na spotkanie z dziennikarzem idzie z pistoletem i gdy Tötges proponuje jej kontakty seksualne, strzela do niego.
W końcowej scenie filmu wydawca Gazety przemawiając na pogrzebie Tötgesa nazywa atak na dziennikarza naruszeniem wolności prasy i swobody wypowiedzi.
Film kończy się znaną, jednakże nieco zmienioną formułą informującą, że przedstawione postacie były fikcyjne, a podobieństwo działań dziennikarskich do tych prowadzonych przez Bild nie było zamierzone ani przypadkowe, ale nieuniknione.

## Obsada
- Angela Winkler – Katarzyna Blum
- Mario Adorf – Komisarz Beizmenne
- Dieter Laser – Werner Tötges
- Jürgen Prochnow – Ludwig Götten
- Heinz Bennent – Dr. Blorna
- Hannelore Hoger – Trude Blorna
- Karl-Heinz Vosgerau – Alois Sträubleder
- Harald Kuhlmann – Moeding
- Regine Lutz – Else Woltersheim
- Leo Weisse – Schönner (fotograf)
- Walter Gontermann – ojciec Urban